# RoseLee Goldberg
RoseLee Goldberg es una historiadora del arte que actualmente vive en Estados Unidos, autora, crítica y curadora. 
Realizó sus estudios en Courtauld Institute of Art de la Universidad de Londres.
Ha escrito textos de referencia sobre historia de la performance desde 1979, entre los que destaca Performance art. Desde el futurismo hasta el presente.
ISBN 9780500018750